# Tổ nghề

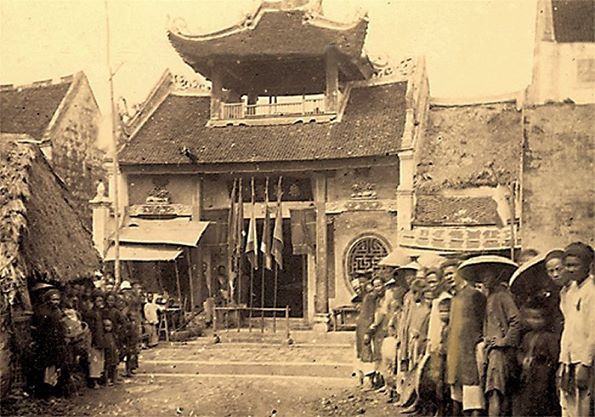
Đình Hàng Thêu thờ tổ nghề ở khu phố cổ Nam Định, do dân hai phố Hàng Thêu và Hàng Trống góp tiền xây dựng vào khoảng năm 1851.

Tổ nghề (hay Đức Thánh Tổ, Tổ sư) là một hoặc nhiều người có công lớn đối với việc sáng lập và truyền bá một nghề nào đó. Do đó được các thế hệ sau tôn trọng và suy tôn là người sáng lập vì đã có công tạo ra nghề, gọi là tổ nghề. Tổ nghề thường là những người có thật, nhưng lại được người đời sau tôn thờ vì đã có công sáng tạo ra nghề, truyền lại cho các thế hệ sau.
Các nghề đều có tổ nghề, có khi nhiều người là tổ cùng một nghề (như nghề sân khấu tôn thờ các vị tổ ở nhiều thời điểm khác nhau là Phạm Thị Trân, Đào Tấn, Cao Văn Lầu... hoặc cùng một nghề nhưng mỗi nơi thờ một vị tổ khác nhau như nghề đá Non Nước ở quận Ngũ Hành Sơn Đà Nẵng thờ vị tổ là Huỳnh Bá Quát trong khi ở làng đá Bửu Long ở Biên Hòa Đồng Nai thì là tổ nghề là Ngũ Đinh còn làng nghề chạm khắc đá Ninh Vân, Hoa Lư, (Ninh Bình) thì lại là Hoàng Sùng) nhưng cũng có khi một người là vị tổ của nhiều nghề khác nhau.

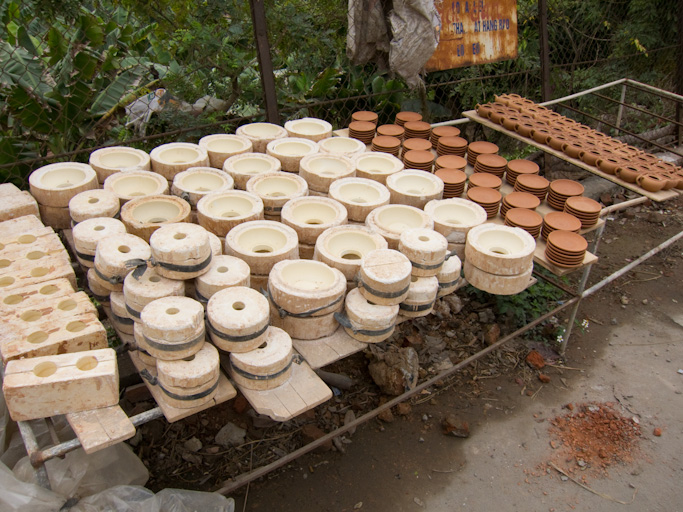
Khuôn thạch cao để tạo hình đồ gốm của Làng gốm Bát Tràng.

Theo Vụ Quản lý nghề - Bộ Nông nghiệp và Phát triển Nông thôn (Việt Nam), Cả nước có hơn 2.000 làng nghề, 60% số làng nghề có tổ nghề được nhân dân thờ phụng nhiều đời. Hiện có 427 Hiệp hội ngành nghề Trung ương và hàng nghìn hiệp hội nghề địa phương.

## Tín ngưỡng thờ tổ nghề Việt Nam

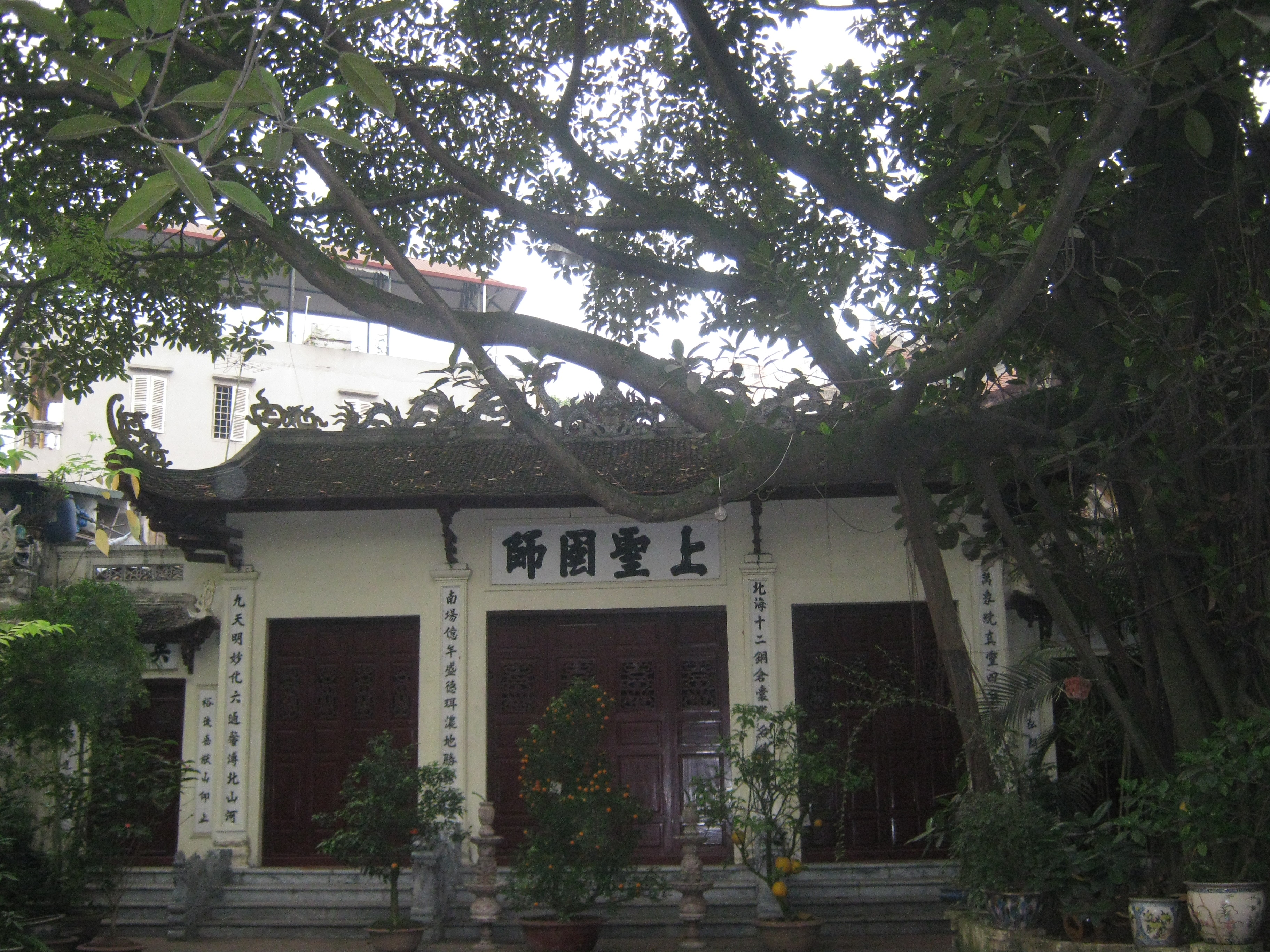
Đình thờ ông tổ đúc đồng Nguyễn Minh Không ở Ngũ Xã - Ba Đình - Hà Nội

Thờ tổ nghề được coi là một truyền thống tốt đẹp của dân tộc Việt Nam, thể hiện sự biết ơn những vị sáng lập, mở mang tri thức ngành nghề cho nhân dân, di dưỡng đạo lý "uống nước nhớ nguồn", "ăn quả nhớ kẻ trồng cây". Những người làm nghề thường sinh sống quần tụ với nhau thành nhóm nghề, phường nghề, làng nghề. Biết ơn những vị sáng lập truyền nghề cho mình, họ thờ phụng các vị tổ của nghề mình đang làm. Có thể lập bàn thờ tổ nghề tại gia, vào ngày tuần tiết, sóc, vọng, giỗ tết, đều có cúng cấp. Nhưng phổ biến hơn cả là các phường nghề, làng nghề lập miếu, đền, đình riêng để thờ tổ nghề riêng của nghề mà phường, làng mình đang làm. Đặc biệt, nhiều vị tổ nghề còn được thờ làm thành hoàng làng.
Trong một năm, lễ cúng tổ nghề quan trọng nhất là nhằm vào ngày kỵ nhật của vị tổ nghề, đối với những vị mọi người đều biết hoặc là một ngày nhất định mà mọi người trong phường, trong làng cùng theo một nghề kể là ngày kỵ nhật của tổ nghề mình. Thờ phụng tổ nghề, người ta cầu mong Ngài phù hộ cho công việc được suôn sẻ, buôn may bán đắt hoặc lúc đi xa tránh được mọi sự rủi ro. Sau khi công việc có kết quả, người ta làm lễ tạ ơn. Ngày kỵ nhật tổ nghề tại các phường còn gọi là ngày giỗ phường. 
Theo quan niệm của những người tin vào tín ngưỡng thờ tổ nghề, nếu họ được may mắn, thành công trong nghề nghiệp nghĩa là họ được "tổ đãi" (tổ nghề ưu đãi); ngược lại nếu họ bị xui rủi, thất bại thì nghĩa là họ bị "tổ trát" (tổ nghề trát phạt, trách phạt; đôi khi nói chệch thành "tổ trác").

## Một số tổ nghề nổi tiếng

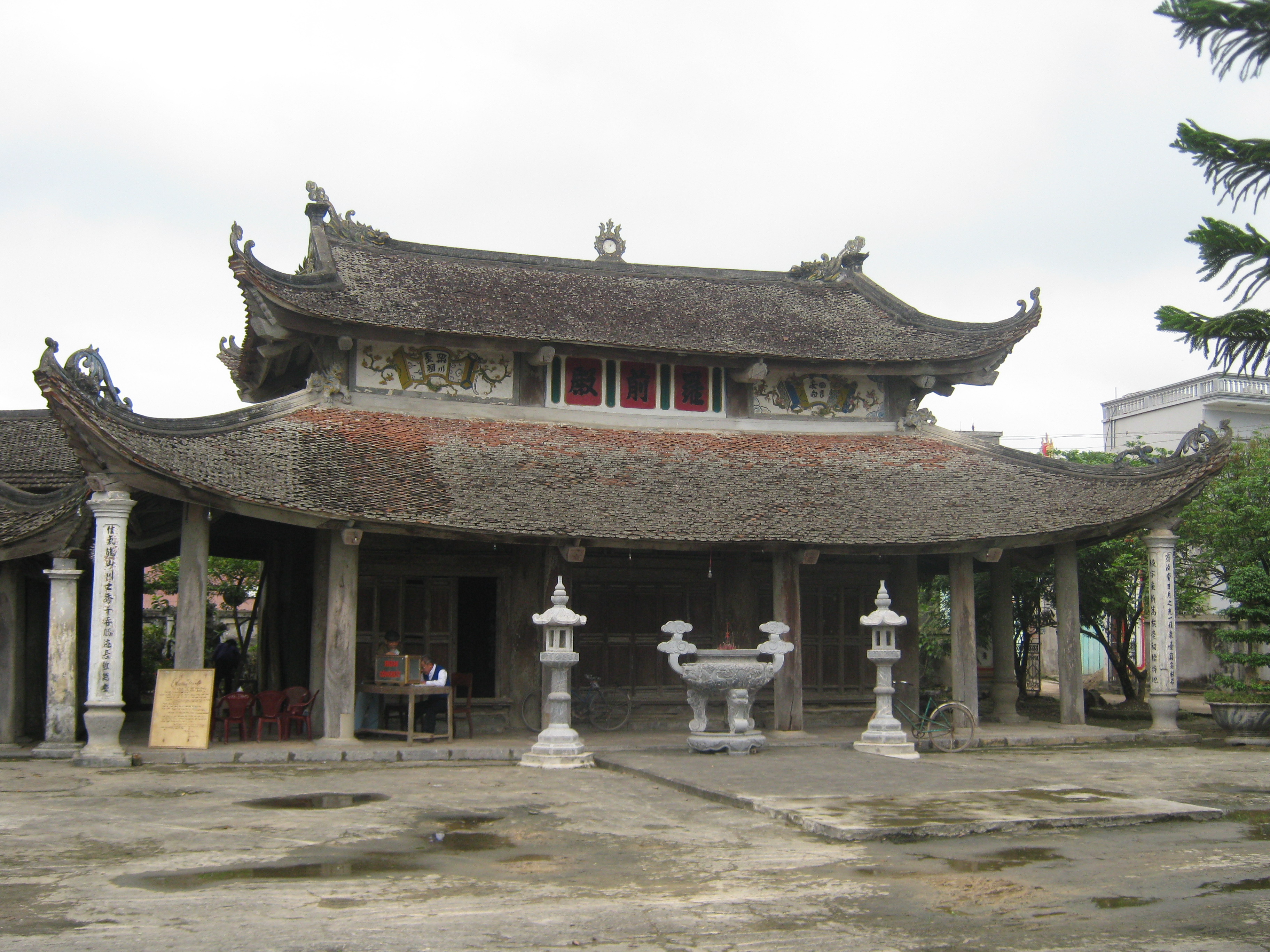
Đình La Xuyên (Nam Định) thờ tổ nghề Ninh Hữu Hưng

### Các tổ ngành sân khấu Việt Nam
- Phạm Thị Trân là bà tổ nghề hát chèo Việt Nam và cũng là bà tổ đầu tiên của ngành sân khấu Việt Nam.[1]
- Liêu Thủ Tâm, Đào Tấn là các vị tổ của nghệ thuật sân khấu tuồng.
- Tống Hữu Định (1896-1932) là ông tổ Cải Lương.[2][3]. Năm Tú (Châu Văn Tú) ở Mỹ Tho, cũng là người được cho là có công nhất trong việc gây dựng lối hát Cải lương buổi ban đầu.[4].
- Vũ Đình Long tổ nghề kịch nói.
- Trần Quốc Đĩnh tổ nghề hát xẩm.[5]
- Đinh Dự tổ nghề ca trù Việt Nam. Ông được nhiều vùng có di sản ca trù thờ phụng như Hà Nội, Hải Dương, Bắc Ninh, Hải Phòng, Ninh Bình.[6] Ca trù sau này còn có một số vị tổ nghề địa phương như: Phan Tôn Chu tổ nghề ca trù Cổ Đạm ở Nghi Xuân, Hà Tĩnh; Đào Thị Huệ tổ nghề ca trù Đào Đặng, Hưng Yên.[7]
- Nguyễn Lan Hương (1887 – 1949) tổ nghề nhiếp ảnh (chủ cửa hiệu Hương Ký, là một hiệu ảnh ở phố Hàng Trống, bây giờ là khách sạn Phú Gia).[8] Có thông tin khác lại cho là Đặng Huy Trứ là tổ nghề nhiếp ảnh.[9]
- Dương Thị Nguyệt - bà tổ truyền dạy trò Xuân Phả cho người dân Xứ Thanh tại nghè Xuân Phả, Thọ Xuân, Thanh Hóa

### Các tổ nghề thủ công mỹ nghệ
- Trần Ứng Long tổ nghề đan thuyền thúng, thuyền nan và cũng là ông tổ nghề sơn.[10]
- Cao Đình Độ và con là Cao Đình Hương, tổ nghề kim hoàn.[cần dẫn nguồn].
- Nguyễn Đức Năng và Nguyễn Đức Bản tổ nghề làm trống Đọi Tam (Hà Nam).[cần dẫn nguồn]
- Phùng Khắc Khoan: tổ nghề dệt lượt và trồng ngô[11]
- Nguyễn Thị La (con ông Nguyễn Diệu, người Ái Châu, Thanh Hóa) là Bà tổ nghề dệt..
- Công chúa Quỳnh Hoa thời vua Lê Thánh Tông được tôn là Bà chúa nghề tằm, hiện nay, tại các tỉnh miền Bắc, có gần 60 làng thờ bà..
- Lý Quốc Sư (tức Nguyễn Minh Không): tổ nghề đúc đồng Việt Nam, được thờ ở các làng nghề Yên Xá, Tống Xá (Ý Yên, Nam Định); phố Lò Đúc, phố Ngũ Xã, số 5 phố Châu Long quận Hoàn Kiếm (Hà Nội); Đình làng Chè, làng Rỵ (Thanh Hóa); chùa Bái Đính, đền Thánh Nguyễn (Ninh Bình)... Ngoài ra có Nguyễn Công Truyền được suy tôn là tổ nghề làng đúc đồng Đại Bái, bởi ông là người biết lo tổ chức sản xuất cho làng nghề và sáng tạo mẫu.[12].
- Công chúa Thiều Hoa, con Vua Hùng Vương thứ 6, là tổ của làng lụa Cổ Đô.[cần dẫn nguồn]
- Nguyễn Thị Sen: bà tổ nghề May ở Việt Nam, bà được các làng nghề ở Hà Nội và Hội An tổ chức giỗ tổ hàng năm.
- Tổ nghề thêu: làng nghề thêu Quất Động thờ Trần Quốc Khái (Lê Công Hành[13].), làng nghề thêu ren Văn Lâm thờ Hoàng hậu Nguyễn Thị Sen.[14]
- Lã Thị Nga, tổ nghề Làng Lụa Vạn Phúc (quận Hà Đông, Hà Nội.[15]
- Ninh Hữu Hưng: tổ nghề mộc, chạm khảm xây dựng, người Trường Yên, Hoa Lư, sống tại Ý Yên, Nam Định.
- Tổ sư nghề vàng bạc là 3 anh em họ Trần: Trần Hòa, Trần Điện, Trần Điền sống tại làng Định Công, huyện Thanh Trì (cuối thế kỷ thứ VI). Sau này thợ làng Định Công di chuyển về Thăng Long, cư trú tại phố Hàng Bạc..
- Nguyễn Sơn Hà, sinh năm 1894 tại Hà Nội, được coi là ông tổ nghề sơn dầu Việt Nam..
- Tổ sư nghề gốm sứ Bát Tràng là Hứa Vĩnh Kiều, người làng Bồ Bát (Ninh Bình). Hứa Vĩnh Kiều cùng với Tổ sư hai làng gốm khác là Đào Trí Tiến làng Thổ Hà và Lưu Phong Tú làng Phù Lãng cùng khởi nghề ở Bát Tràng, sau đi học men gốm tại Thiểm Châu, Quảng Đông, Trung Quốc về truyền nghề cho dân làng..
- Nguyễn Kim, ông tổ nghề khảm trai (thời Lê Hiển Tông) người làng Thuận Nghĩa, tỉnh Thanh Hóa. Một vài truyền thuyết khác cho rằng ông tổ của nghề khảm là ông Vũ Văn Kim hoặc Trương Công Thành sống vào thời Lý..
- Nguyễn Đức Tai,tổ sư nghề rèn Hoa Thị (ở xã Xuân Phương, huyện Từ Liêm, Hà Nội). Nguyễn Đức Tai, người làng Hoa Thị, học nghề rèn của một người tên là Thanh Hoa không rõ người vùng nào, về truyền dạy lại cho dân làng nghề này sau được dân làng thờ làm tổ sư..

### Các tổ ngành khác
- Petrus Trương Vĩnh Ký: tổ nghề nhà báo
- Thiền sư Tuệ TĨnh là ông tổ ngành thuốc Nam, nổi tiếng với câu nói "Nam dược trị Nam nhân". Bên cạnh đó, Hải Thượng Lãn Ông - Lê Hữu Trác cũng được tôn thờ vì có công đóng góp rất lớn cho nền y học nước nhà. Cả hai ông đều là Ông tổ ngành Y-Dược cổ truyền Việt Nam.
- Lê Văn Lương tổ nghề thám tử Việt Nam.[16]
- Hồ Nguyên Thơ (không rõ sống ở đời nào), ông tổ nghề làm bún được thờ tại Mễ Trì, Thanh Xuân, Hà Nội.[17]
- Tổ Ngành điện: 25/11 Âm lịch
- Lương Như Hộc: tổ nghề in[cần dẫn nguồn]

## Tôn vinh các tổ nghề ở Việt Nam
Ở Việt Nam hiện đang có một chương trình truyền thông mang tên "Hành trình tìm kiếm tổ nghề Việt Nam" được VietBook, Nhà xuất bản Thông tấn xã Việt Nam và Đài Truyền hình Việt Nam phối hợp thực hiện (từ 1/1/2010), nhằm tôn vinh các ngành nghề và tưởng nhớ, tri ân các vị tổ nghề, người có công sáng lập và truyền bá một nghề truyền thống của Việt Nam và thế giới.
Chương trình này dự kiến sẽ xây dựng một đình thờ các tổ nghề Việt Nam tại cố đô Hoa Lư (Ninh Bình) vào cuối hành trình. Đây sẽ nơi thờ các vị tổ nghề, các vị sáng lập phường nghề, làng nghề truyền thống của 63 tỉnh, thành phố. Đình thờ các tổ nghề sẽ như một bảo tàng nghề nghiệp đầu tiên tại Việt Nam, tập hợp các hình ảnh, thông tin tư liệu, giới thiệu sản phẩm và lịch sử các ngành nghề, đúc kết toàn bộ quá trình hướng nghiệp, khởi nghiệp, lập nghiệp và phát triển của các ngành nghề..